# Partit de la Victòria
El Partit de la Victòria (Partido de la Victoria) és un partit polític kirchnerista i de centreesquerra de l'Argentina. Va formar part de l'aliança electoral Front per a la Victòria (FPV) i en l'actualitat forma part de l'aliança Frente de Todos.

## Història
El Partit de la Victòria va ser fundat el 2003 per agrupar tots els sectors independents del Partit Justicialista que se sentien representats pel kirchnerisme.
Des dels seus inicis, el partit ha format part de l'aliança Front per a la Victòria (FPV), acompanyant la candidatura de Cristina Fernández de Kirchner el 2007 i el 2011. En les eleccions del 2015 el Partit de la Victòria, com a part de l'FPV, va donar suport a la candidatura de Daniel Scioli, el qual va perdre les eleccions davant de l'empresari i polític Mauricio Macri.
En les eleccions de districte de 2017, Cristina Fernández de Kirchner formà una nova coalició denominada Unitat Ciutadana, de la qual el Partit de la Victòria va ser un dels fundadors. Aquesta coalició va donar suport a la candidatura de Cristina Fernández de Kirchner a senadora nacional per la província de Buenos Aires.
En les eleccions presidencials de 2019 forma part del Frente de Todos, que presenta la candidatura d'Alberto Fernández acompanyat per Cristina Fernández de Kirchner.

## Plataforma política
Els punts centrals de la plataforma política del partit són:
- Reforma política: amb l'objectiu de respondre i millorar la representativitat de la societat, consolidar les institucions del sistema democràtic i incrementar la participació de la població.
- Reforma administrativa: Aconseguir major transparència en l'administració de recursos humans, professionalitzar els diferents nivells d'acció governamental, introduir noves tecnologies i promoure la despesa eficaç.
- Transformació del Sistema d'Educació: propiciar l'educació permanent, millorar la capacitat educativa, jerarquitzar la funció docent i crear òrgans que regulin l'ensenyament privat.
- Transformació del Sistema de Salut: descentralització i autogestió dels hospitals públics, jerarquització del personal de salut, optimització del funcionament dels centres de salut, implementació d'un pla familiar integral i controlar els serveis prestats pels sistemes privats.
- Justícia: defensar la llibertat i seguretat individual i la independència del Poder Judicial, control sobre les forces de seguretat i aprofundiment de normes de control sobre els funcionaris públics.
- Acció Social: utilitzar eficientment els recursos disponibles per a polítiques socials.
- Cultura: desenvolupar programes que revalorin la cultura nacional.
- Població: la població argentina ha d'incrementar i redistribuir-se.
- Serveis Públics: les empreses privades que brinden serveis públics han d'assegurar eficiència, qualitat i preus dignes.
- Medi Ambient: reforestació urbana, crear condicions per al tractament de residus, tractament de la contaminació visual i auditiva i educació ambiental.
- La Societat i el Treball: tots els habitants han de tenir-hi assegurat l'accés. A més a més, el sistema de seguretat social s'ha d'estendre's a tot l'àmbit familiar.
- La Família: és l'organització social bàsica i ha de ser un dels objectius primordials d'acció de govern.
- Descentralització i Comunitat: es busca que la població participi en el dia a dia.
- La Democràcia Real: major participació democràtica de tots els ciutadans, enfortiment del sistema democràtic des del respecte a les llibertats individuals i a les institucions del sistema, mantenir la separació de poders.